# 와나미 도모히로
와나미 도모히로(일본어: 和波 智広, 1980년 4월 27일 ~ )는 일본의 전 축구 선수이다.

## 구단 경력
과거 쇼난 벨마레, 콘사돌레 삿포로, 비셀 고베에서 활동하였다.